# Накашидзе-Болквадзе, Елизавета Иосифовна
Елизавета Иосифовна Накашидзе-Болквадзе (груз. ელისაბედ იოსების ასული ნაკაშიძე-ბოლქვაძე, август 1885, Земо-Натанеби, Озургетский уезд, Кутаисская губерния, Российская империя — 22 февраля 1938 или 22 февраля 1937, Минусинск, Красноярский край) — грузинская меньшевичка, член Учредительного собрания Демократической Республики Грузия.

## Биография
Родилась в дворянской семье, дочь Иосифа (Иосеба) Накашидзе. Среднее образование получила в Тифлисской женской гимназии. В 1904 году занялась кооперацией и стала членом Социал-демократической партии Грузии. Вела пропагандистскую работу среди крестьян в Гурии, возглавляла женскую социал-демократическую организацию Гурии. В это время она вышла замуж за крестьянина Болквадзе, что вызвало недовольство её родителей. В 1907 году стала членом Гурийского комитета партии. После задержания этого комитета в том же 1907 году Накашидзе была выслана из Закавказья, куда вернулась только после Февральской революции 1917 года.

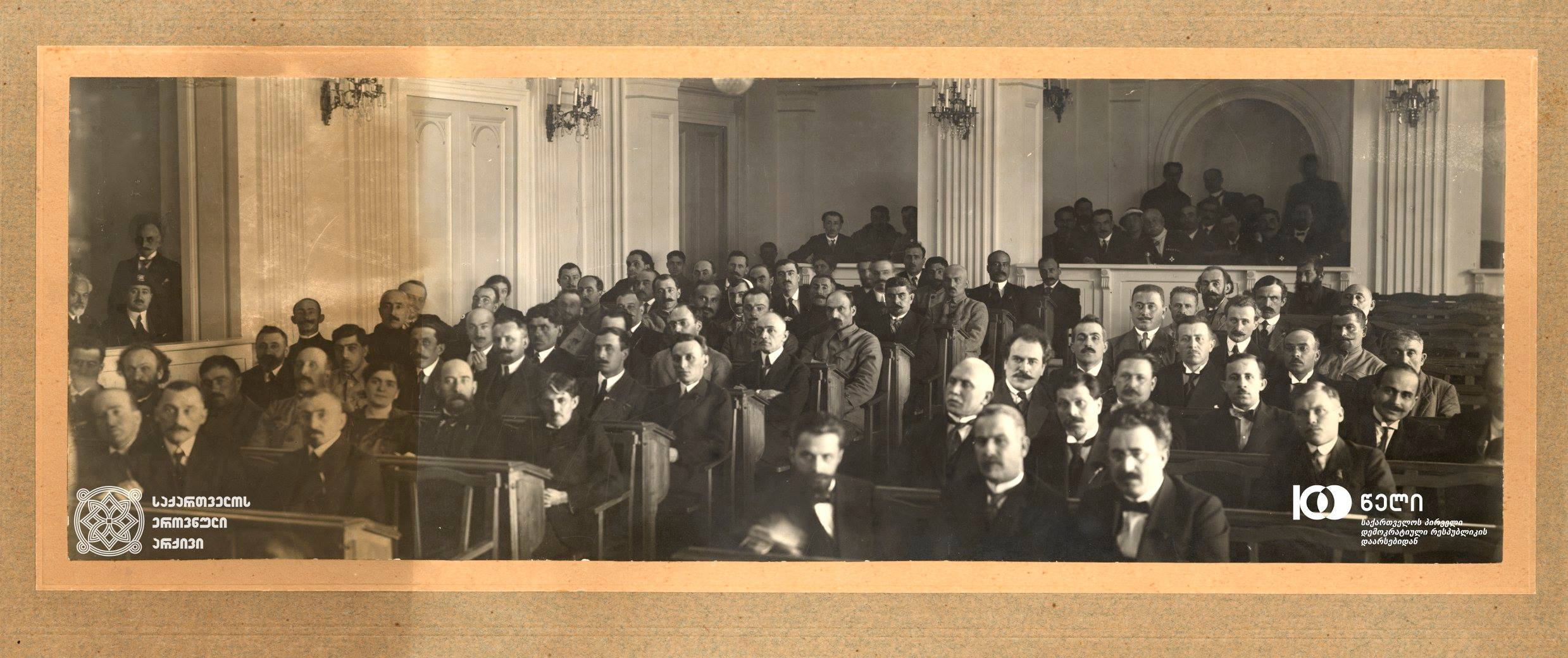
Учредительное собрание Грузии. Болквадзе у стены, левая сторона

20 марта 1917 года Лиза Накашидзе была избрана председателем Общества женщин Гурии. Она была председателем регионального кооперативного союза Натанзи. В 1919 году избрана членом Учредительного собрания Демократической Республики Грузия по списку социал-демократов. Состояла членом комиссии по труду.
После советизации Грузии в 1921 году Лиза Накашидзе активно участвовала в антисоветском движении. 2 мая 1923 года 78 членов меньшевистской партии, в том числе Лиза Накашидзе-Болквадзе, были высланы на Урал. В то же самое время в Батуми арестовали её отца Иосифа Михайловича Накашидзе, которого обвиняли в преступных связях с братьями Отаром и Иваном (Мушни) Дадиани (офицеры, участники восстания в августе 1924 года, расстреляны). Чекисты не смогли доказать свои обвинения, но, несмотря на ходатайства местного руководства, Иосиф Накашидзе оставался в заключении несколько месяцев и вскоре после освобождения умер.
30 декабря 1923 года, после убийства бывшего члена грузинской социал-демократической партии Илариона Гиоргадзе, Чрезвычайная комиссия взяла в заложники 38 социал-демократов, включая Лизу Болквадзе, и грозила им расстрелом.
После подавления восстания в августе 1924 года большевистский власти разрешили части ссыльных вернуться на родину. Лиза Болквадзе-Накашидзе вернулась в Грузию в 1925 году. Сначала она жила в Гурии, потом переехала в Тбилиси, где начала работать в Коммунистической партии Грузинской ССР. При этом она продолжала нелегальную работу в качестве секретаря запрещённой Социал-демократической партии Грузии. 22 февраля 1926 года, после того как была арестована секретарь неофициального ЦК Элеонора Махвиладзе, Лиза Болквадзе стала главой Центрального и Тбилисского комитетов, она предприняла ряд энергичных мер по активизации работы, а также нашла способы помощи семьям арестованных партийцев и политическим заключённым.
29 июня 1926 года она была арестована ЧК. 8 июля Лиза Накашидзе-Болквадзе заявила об отказе сотрудничать со следствием и отрицала обвинения в антисоветской деятельности 24 июля 1926 года её отправили в Москву, где Лиза Болквадзе была приговорена к трём годам лишения свободы с отбыванием наказания в Красноярском крае, где до 1927 года она находилась в тюрьме, затем тюремное заключение заменили ссылкой. 7 января 1927 года она была освобождена из тюрьмы и отправлена в ссылку; 18 января 1930 года срок ссылки был продлён ещё на 3 года. 4 февраля 1933 года после истечения срока оставлена на проживание в Алтайском крае. Жила в городе Камень-на-Оби, работала среди ссыльных по линии «политического красного креста». В начале 1936 года в Каменским райотделом НКВД была проведена крупномасштабная операция и была задержана большая группа грузинских социал-демократов, сосланных по политическим причинам. Согласно версии следствия, контрреволюционная организация ссыльных разрабатывала механизмы нелегальной переписки, проводила встречи ссыльных. Главными организаторами этой работы были Лиза Болквадзе и Константин Андроникашвили.
Лиза Болквадзе была арестована 6 апреля 1936 года Каменским районным отделом НКВД. 21 сентября 1936 года она была приговорена Особым совещанием при НКВД СССР по статьям 58-10, 11 к 5 годам ссылки в Красноярском крае. Обвинение звучало «за тесные связи с зарубежными бюро партии „меньшевиков“ и участие в подготовке контрреволюционного переворота».
6 ноября 1937 года Лиза Болквадзе была снова арестована в городе Минусинске. 13 февраля 1938 года «особая тройка» приговорила её к смертной казни. Она была расстреляна в Минусинске 22 февраля 1938. Реабилитирована 22 сентября 1956 года Красноярским краевым судом, а по делу 1936 года 23 апреля 1989 года прокуратурой Алтайского края.

## Семья
- Муж — Болквадзе, крестьянин